# 赤山城

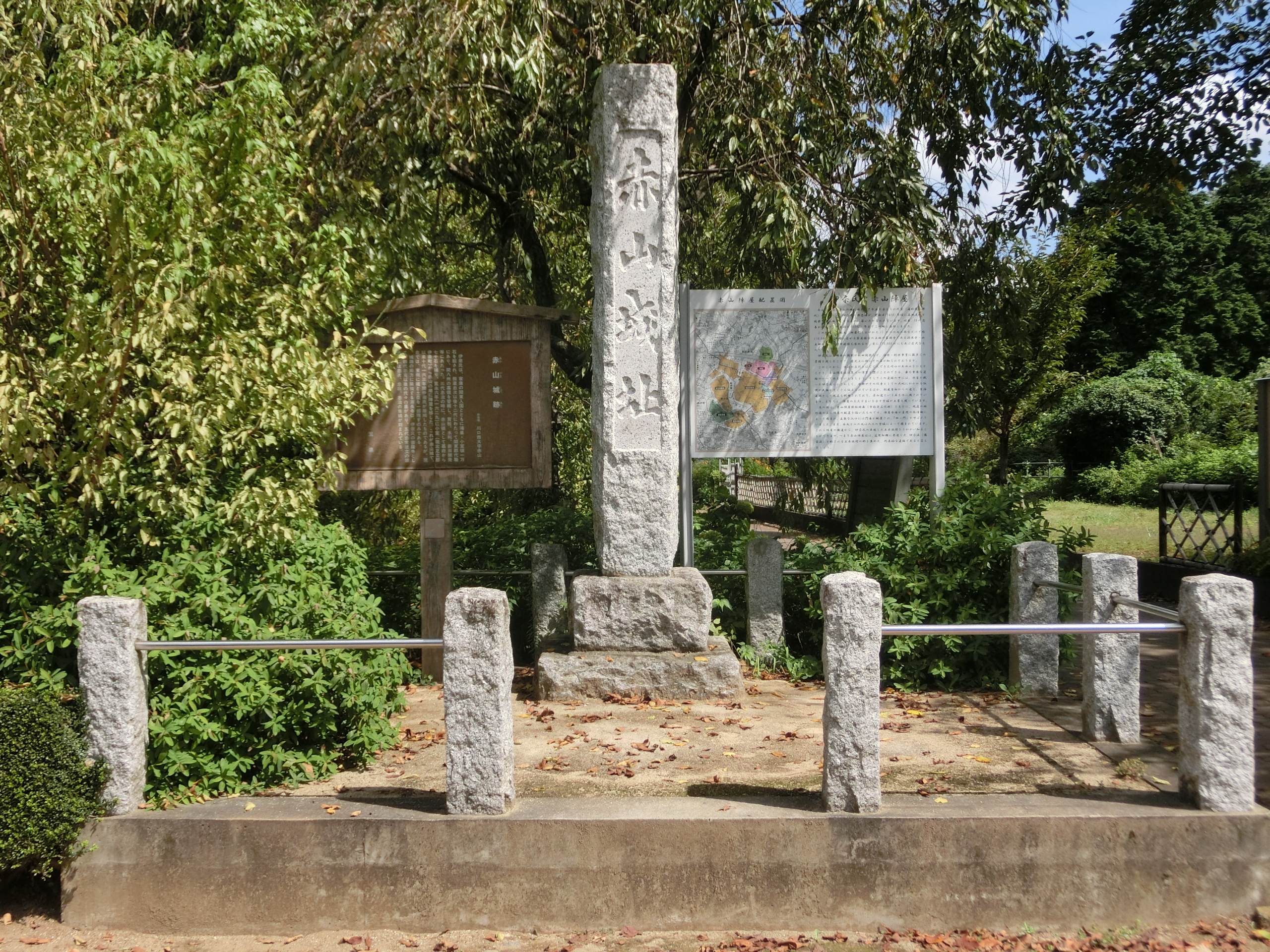
赤山城址

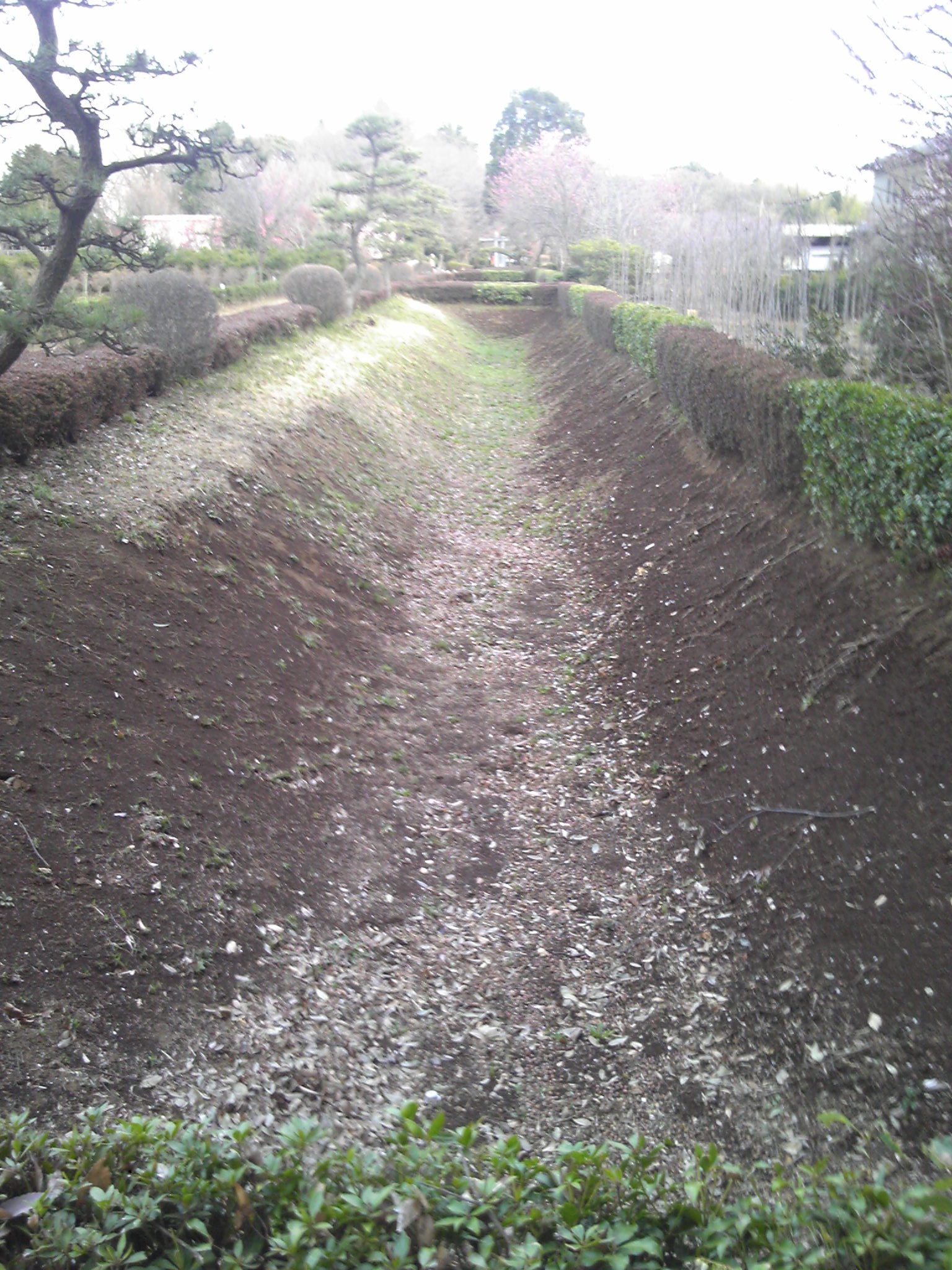
本丸の南堀跡

赤山城（あかやまじょう）は、埼玉県川口市にあった城。赤山陣屋とも呼ばれる。埼玉県指定文化財（旧跡）。

## 概要
江戸時代初期の1629年（寛永6年）に関東郡代伊奈忠治が赤山領の拠点として築城した。現在は堀跡などが残り、一部が公園として整備されている。本丸と出丸の間には東京外環自動車道が建設されている。また、城址の南端あたりには川口パーキングエリアが建設されている。また、赤山城から3方向に赤山街道が整備され、現在も道路として残る路線も多い。越谷方面に向かう越谷道、与野方面に向かう大宮道、竹ノ塚方面に向かう千住道がある。
赤山陣屋の模型が、赤山歴史自然公園内の資料館に展示されている。

## 城主
- 関東郡代

## アクセス
所在地
- 埼玉県川口市赤山
- 埼玉高速鉄道新井宿駅から徒歩30分程度[1]
- 埼玉高速鉄道戸塚安行駅から徒歩数十分
- 国際興業バス『鳩ヶ谷車庫(赤山)』バス停から徒歩数分（東川口駅南口発着）
- 国際興業バス『安行花山下』バス停から徒歩数分（西川04系統）